# Wilkie Sugar Loaf
Wilkie Sugar Loaf är en kulle i Kanada.   Den ligger i provinsen Nova Scotia, i den östra delen av landet, 1 200 km öster om huvudstaden Ottawa. Toppen på Wilkie Sugar Loaf är 389 meter över havet, eller 200 meter över den omgivande terrängen. Bredden vid basen är 1,1 km. Wilkie Sugar Loaf ligger på ön Kap Bretonön.
Terrängen runt Wilkie Sugar Loaf är huvudsakligen kuperad, men söderut är den platt. Havet är nära Wilkie Sugar Loaf åt sydost. Trakten är glest befolkad. 
I omgivningarna runt Wilkie Sugar Loaf växer i huvudsak blandskog.